# Tillandsia reclinata
Tillandsia reclinata es una especie de planta epífita dentro del género  Tillandsia. Es originaria de Brasil.

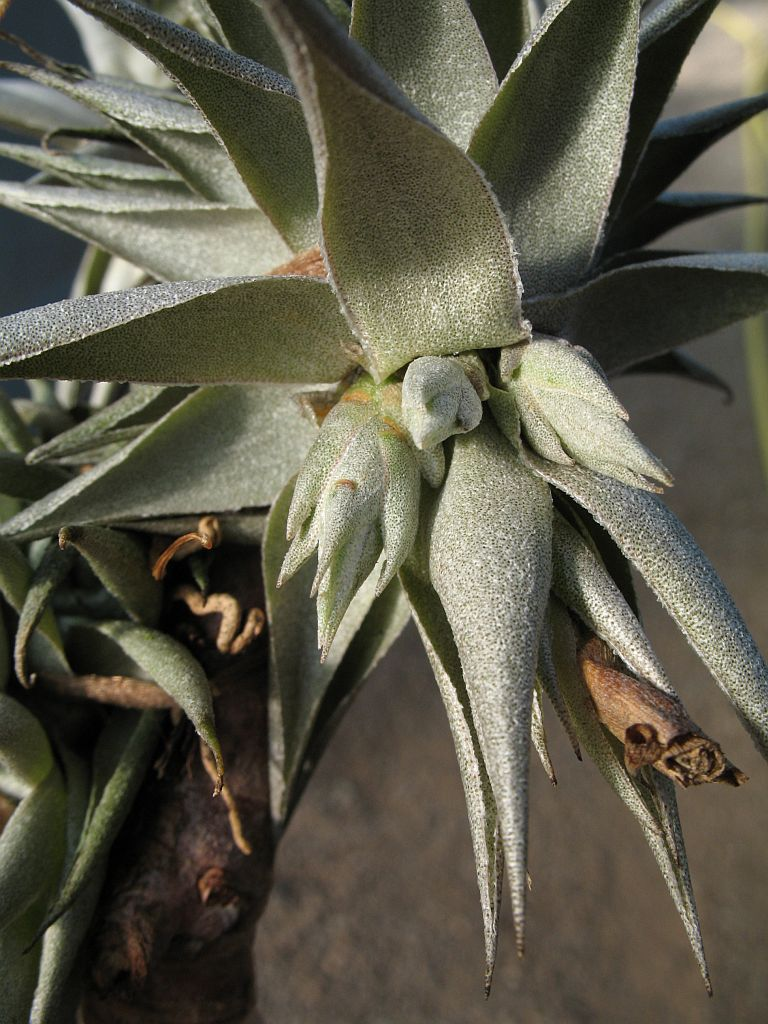
Vista de la planta

## Taxonomía
Tillandsia reclinata fue descrita por E.Pereira & Martinelli y publicado en Bradea, Boletim do Herbarium Bradeanum 3: 253–4, 257, 260. 1982.
Etimología
Tillandsia: nombre genérico que fue nombrado por Carlos Linneo en 1738 en honor al médico y botánico finlandés Dr. Elias Tillandz (originalmente Tillander) (1640-1693).
reclinata: epíteto latíno que significa "reclinada"
Sinonimia
- Tillandsia reclinata auct.[2][3]